# Pilotrichella subheterophylla
Pilotrichella subheterophylla là một loài Rêu trong họ Meteoriaceae. Loài này được (Geh. & Hampe) Broth. mô tả khoa học đầu tiên năm 1899.